# Seyed Mostafa Azmayesh

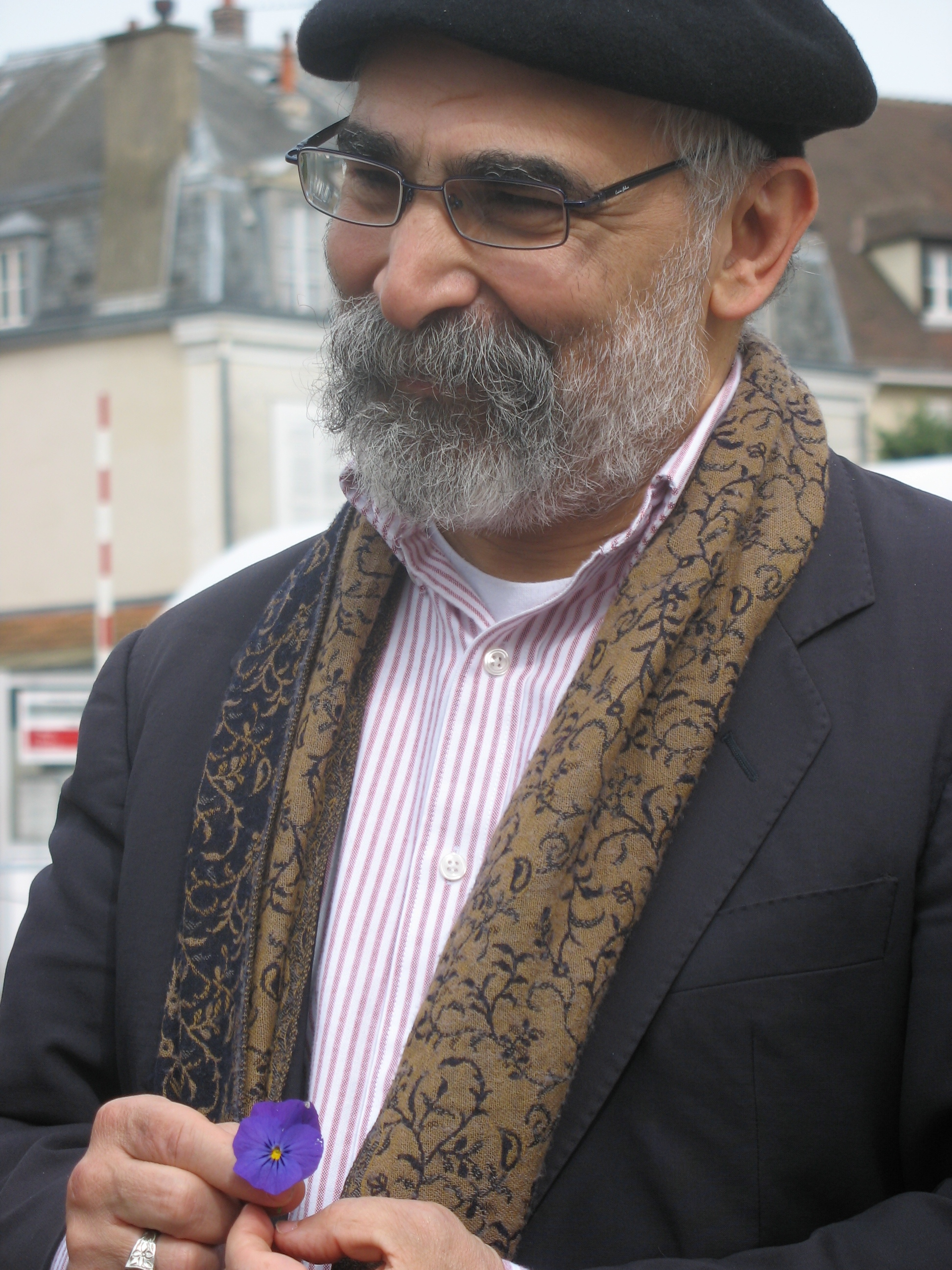
Mostafa Azmayesh, 2008

Seyed Mostafa Azmayesh (* 1952 in Teheran) ist ein iranischer Religionswissenschaftler und Gnostiker. Auf der Watkins-Liste der 100 einflussreichsten spirituellen Persönlichkeiten wird er an 81. Stelle geführt.

## Biographie
An der Universität Teheran schloss Mostafa Azmayesh 1974 ein Studium der Rechtswissenschaft und 1975 ein Literaturstudium ab. Danach wanderte er nach Frankreich aus, um 1976 seine Studien in Paris fortzusetzen: Religionswissenschaften an der „Sorbonne für die Antike“, Rechtsgeschichte an der „Pantheon-Fakultät“ und Vergleichende Studien für Islam und Christentum an der „Universität Lyon II“. Azmayesh wurde 1969 in Beydukht, einer kleinen Stadt im Nord-Osten Persiens, in die Eingeweihten-Folge des Nematollahi-Gonabadi-Ordens, des bekanntesten und ursprünglichsten Sufi-Ordens im Iran, aufgenommen. Neben seinen akademischen Studien folgte er dem „Pfad der substanziellen Entwicklung“.

## Menschenrechte
Seitdem die Derwische des Nematollahi-Ordens in dessen Ursprungsland Iran nach Regierungsantritt Ahmadinedschads schweren Attacken ausgesetzt waren, setzte er sich im Westen für die Berichterstattung über diese Ereignisse ein. Er lieferte dazu fundierte Analysen der gesamten politischen und ideologischen Situation im Iran. Mehrfach trat er bei Konferenzen in Mainz, Hannover, Stuttgart, Aachen, Hamburg, Köln, Bonn, Berlin, Barcelona, Brüssel, Kopenhagen, Stockholm, Paris und London auf, um über Hintergründe der Ideologie der Islamischen Republik im Iran und die Verfolgungen der Derwische und andere religiöse Minderheiten zu informieren. Er sprach z. B. zusammen mit Heiner Bielefeldt, UN-Sonderberichtserstatter für Religions- und Glaubensfreiheit, bei der Konferenz „Menschen, Freiheit, Rechte – Iran“ am 4. Dezember 2010 in Köln.
Nachdem der Oberste religiöse Führer der Islamischen Republik, Ali Chamenei, 2010 bei seiner Reise nach Qom, Sunniten, Bahai, „Neue Christen“ und Sufis als Feinde des Regimes klassifizierte, gründete Azmayesh mit Hilfe europäischer Unterstützer und Exiliranern die Internationale Organisation zum Schutz der Menschenrechte im Iran. Die Organisation adressiert regelmäßig offene Briefe an anerkannte hohe Geistliche im Iran mit der Aufforderung, sich für die Bevölkerung des Irans einzusetzen und nicht länger schweigend zuzusehen, wie die Rechte der Bürger verletzt werden. Gleichzeitig stellt Azmayesh in Dialogen mit einzelnen Persönlichkeiten des öffentlichen Lebens in Konferenzen, Artikeln und Debatten einen Weg der Mitte vor mit dem Ziel, der Bevölkerung im Iran Freiheit und Selbstbestimmung zu ermöglichen. Er schlägt zur nachhaltigen Verbesserung der Menschenrechtssituation und der Lebensumstände der Bevölkerung im Iran u. a. die Trennung zwischen Religion und Politik vor. Er gibt zu bedenken, dass eine Einmischung von außen von der Bevölkerung im Iran nicht geduldet würde. Gleichzeitig weist er immer wieder darauf hin, dass die Bevölkerung des Landes auf eine moralische Unterstützung verschiedener westlicher Staaten durch klare politische Signale hofft. Azmayesh greift einen Vorschlag aus der Bevölkerung des Irans auf, den Weg zum Ziel in einem Referendum über die zukünftige Staatsform selbst bestimmen zu lassen. Er ist dabei zuversichtlich, dass die iranische Bevölkerung das System des Obersten Rechtsgelehrten (Velayat-e-faghih) abwählen werde zu Gunsten einer freiheitlichen, demokratisch ausgerichteten Staatsordnung, wie sie sich im Iran bereits Anfang des 20. Jahrhunderts in der Maschrutiat-Bewegung und in der Konstitutionellen Revolution deutlich zu entwickeln begonnen hatte.
Sein Hauptforschungsfeld sind Studien über die Geschichte und das Wesen des Islams und des Christentums. Weiterhin ist er ein gefragter Referent bei Kongressen weltweit zum Thema Sufismus und vor allem zu den Mystikern Rumi und Shah Nematollah Vali. Sein Steckenpferd sind die heilende Wirkung und spirituelle Wirksamkeit bestimmter Rhythmen. Dichtungen Rumis, Hafis', Sa'adis, Shah Nematollah Valis oder anderer persischer Mystiker und Dichter rezitiert er in Workshops, die gerne von Musikern, Medizinern und Therapeuten wegen ihrer intensiven Wirkung besucht werden. Dabei erläutert er die reiche Bildersprache dieser Dichtungen und die Hintergründe der spirituellen Rhythmen mit einfachen Worten und modernen Begriffen.
Azmayesh gehört zu den Religionswissenschaftlern, die als Kenner des Korans dessen Text auswendig gelernt haben (Hāfiz). Die Werke von Philosophen wie Ibn Arabi oder Suhrawardi hat Azmayesh in ihrer Tiefe studiert und begründet seine Menschenrechtsarbeit auf der Forderung nach Toleranz, die bereits bei Ibn Arabi als zentrale Prämisse an ein gelingendes Gesellschaftsleben niedergelegt war.
Vermehrt wird Azmayesh seit 2010 von Parteien und Regierungen verschiedener europäischer Staaten eingeladen, um eine differenzierte Anschauung über die Ursprünge des Islams, historische Entwicklungen, Missverständnisse über den Islam und Manipulationen der Lehren des Islams durch bestimmte Gruppierungen im Laufe der Geschichte, sowie den ideologischen Auswüchsen in der heutigen Zeit zu referieren. Politische Berater suchen nach Anregungen, wie man im Westen mit Menschen umgehen kann, die im Namen des Islam Verbrechen begehen oder zu Hass aufrufen. Gleichzeitig warnt er wiederholt vor den Versuchen einiger Kreise in Europa durch Dialoge mit Vertretern des Regimes im Iran dieses System weiter zu stabilisieren. Darüber hinaus gibt er zu bedenken, dass Islamforscher im Iran nicht frei arbeiten dürfen, sondern einseitige Interpretationen und Darstellungen der politisch gebundenen Ideologie des Velayat-e-faghi nach Europa einschleusen, wenn sie von europäischen Wissenschaftlern an ihre Universitäten eingeladen werden.

## Veröffentlichungen
- New Researches in the Quran. Why and How Two Versions of Islam Entered the History of Mankind. Mehraby Publishing House, London/Karamat/Hannover 2016.[11]